# ジェレミー・アッカード
- ジェレミー・アカード

ジェレミー・リー・アッカード（Jeremy Lee Accardo, 1981年12月8日 - ）は、アメリカ合衆国アリゾナ州マリコパ郡メサ出身の元プロ野球選手（投手）。右投右打。
姓の"Accardo"は、「アカード」と表記されることもある。

## 経歴

### プロ入りとジャイアンツ時代
2003年8月にドラフト外でサンフランシスコ・ジャイアンツに入団し、2004年はマイナーリーグで57試合に登板して経験を積んだ。
翌2005年5月4日のアリゾナ・ダイヤモンドバックス戦でメジャーデビューを果たす。この年はマイナーでも35試合に登板するなど、まだ一軍半という位置付けだったが、メジャーでも28試合に登板した。
2006年は、抑えのアーマンド・ベニテスが足の怪我で離脱した際に代理のクローザーを任されたが、ジャイアンツでは38試合に登板して防御率4.91と今一つだった。

### ブルージェイズ時代

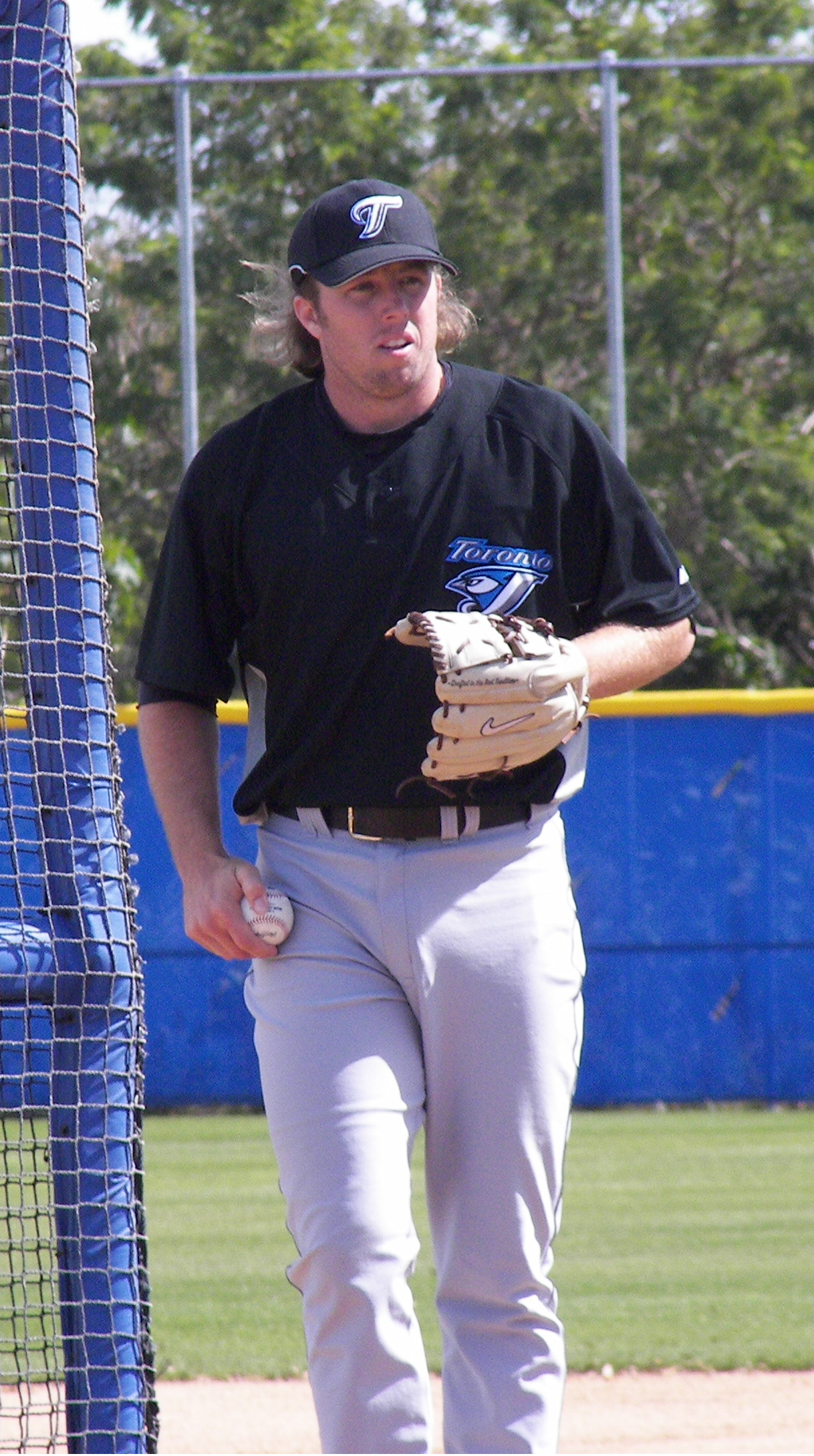
トロント・ブルージェイズでの現役時代
（2007年2月24日）

2006年7月21日にシェイ・ヒレンブランド、ビニー・チュークとのトレードで、トロント・ブルージェイズへ移籍するも、移籍後初登板となったニューヨーク・ヤンキース戦でいきなり2点を失ったのを手始めに、その後も3試合に1回くらいの割合で得点を献上してしまい、ブルージェイズでは27試合で防御率5.97と更に数字を落としてしまった。
2007年は前年同様、守護神のB・J・ライアンが開幕後間もなくに怪我で離脱。開幕から13試合連続無失点の好投を続けていたアッカードは、5月12日のタンパベイ・デビルレイズ戦で初セーブを挙げると、以後クローザーに定着した。6月上旬まで防御率1点台を維持し、一度も防御率が3点台以上になることなくシーズンを乗り切った。結果、アメリカンリーグ8位となる30セーブを稼ぎ、WHIPも1.11という高水準をマーク。ジャイアンツ時代の投手コーチだったデーブ・リゲッティから教わったスプリッターを完全習得し、ゴロを打たせてアウトを稼ぐ投球術を身に付けたことが大きな飛躍の一因となった。
2008年も前年の怪我の影響でライアンの復帰が開幕に間に合わなかったため、引き続きクローザーとして開幕を迎えた。しかし、シーズン最初の3登板で3セーブを稼ぎはしたものの、その後の5試合中4試合で失点し、4月13日のライアンの復帰とともに守護神の座を明け渡すことになった。更に5月に右前腕を故障し、戦列を離れることになった。復帰の目途が立った7月には痛みが再発するなど苦しみ、結局16試合に登板しただけで故障者リスト入りしたままシーズンを終えてしまった。
2009年は、開幕ロースター入りを果たせず、傘下のAAA級ラスベガス・フィフティワンズで開幕を迎えた。メジャー復帰を果たしたのは6月18日のフィラデルフィア・フィリーズ戦で、この試合ではセーブをマークした。その後は8月に一時AAA級ラスベガスに戻りもしたが、シーズンでは26試合に登板した。しかし防御率こそ2.55だったものの、右打者に対して被打率.386
と打ち込まれ、WHIPは1.62に終わるなど、完全復活とは言えない内容だった。この年は腕にかかる負担を軽減するため、カッターを多投していた。オフには結婚を発表した。
2010年は、開幕から3試合連続で失点を喫するなど精彩を欠き、4月26日の登板を最後にAAA級ラスベガスに降格した。その後AAA級ラスベガスでは41試合で24セーブをマークするなど、ある程度の結果は残したが、メジャーに呼ばれることはなく、わずか5試合登板でシーズンを終えてしまった。マイナーで成績を残し、かつ実績があるアッカードがメジャーに呼ばれなかったことについては、ブルージェイズのアレックス・アンソポロスGMやシト・ガストン監督（当時）と不仲であるから、チームのオーナー企業の副会長令嬢と婚約したものの挙式直前に別れてしまったから、などの理由が噂された。シーズン終了後にFAとなった。

### ブルージェイズ退団後

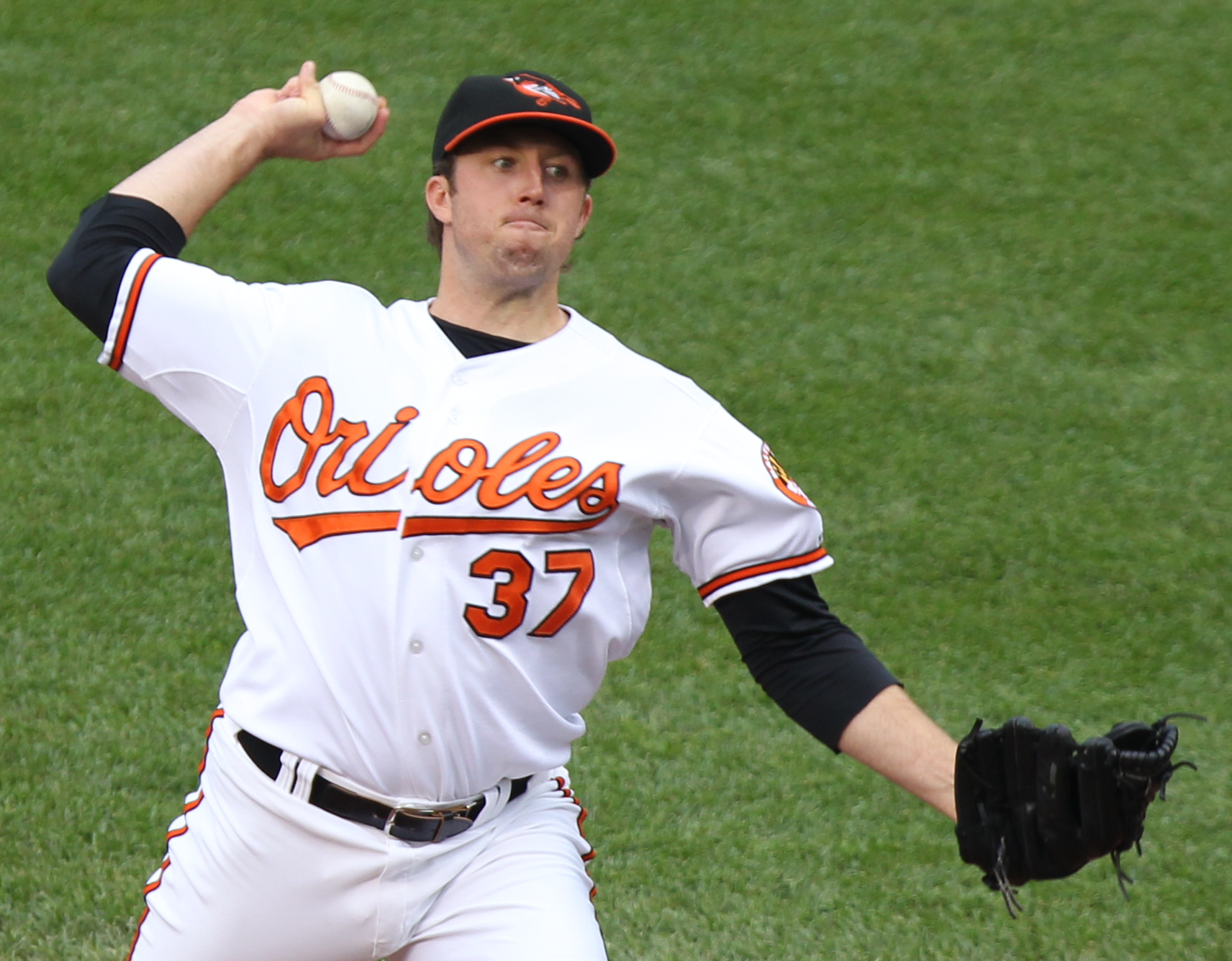
ボルチモア・オリオールズでの現役時代
（2011年5月22日）

2010年12月17日にボルチモア・オリオールズと契約した。
2011年は開幕から25試合の登板で3勝3敗、防御率5.29、WHIP1.67と調子が上がらず、6月22日に40人枠から外れた。傘下のAAA級ノーフォーク・タイズでは26試合の登板で防御率2.16、WHIP1.11の成績を残し、9月6日にメジャーに再昇格した。
2012年はクリーブランド・インディアンスとマイナー契約を結び、26試合に登板。インディアンス自由契約後の9月にオークランド・アスレチックスと契約した。
2013年2月5日にワシントン・ナショナルズとマイナー契約を結んだ。
2014年は、独立リーグであるアトランティックリーグのロングアイランド・ダックスとブリッジポート・ブルーフィッシュに所属し、計60試合に登板した。
2015年2月26日にアリゾナ・ダイヤモンドバックスとマイナー契約を結んだが、3月30日に自由契約となった。

### 引退後
2017年からはニューヨーク・メッツ傘下でコーチを務め、2019年7月にメッツの投手コーチ補佐に就任した。2021年限りで退任した。
2022年からはミルウォーキー・ブルワーズ傘下AAA級ナッシュビル・サウンズの投手コーチを務める。

## 詳細情報

### 年度別投手成績
| 年 度    | 球 団    | 登 板 | 先 発 | 完 投 | 完 封 | 無 四 球 | 勝 利 | 敗 戦 | セ 丨 ブ | ホ 丨 ル ド | 勝 率 | 打 者 | 投 球 回 | 被 安 打 | 被 本 塁 打 | 与 四 球 | 敬 遠 | 与 死 球 | 奪 三 振 | 暴 投 | ボ 丨 ク | 失 点 | 自 責 点 | 防 御 率 | W H I P |
| -------- | -------- | ----- | ----- | ----- | ----- | -------- | ----- | ----- | -------- | ----------- | ----- | ----- | -------- | -------- | ----------- | -------- | ----- | -------- | -------- | ----- | -------- | ----- | -------- | -------- | ------- |
| 2005     | SF       | 28    | 0     | 0     | 0     | 0        | 1     | 5     | 0        | 4           | .167  | 124   | 29.2     | 26       | 2           | 9        | 1     | 1        | 16       | 1     | 0        | 13    | 13       | 3.94     | 1.18    |
| 2006     | SF       | 38    | 0     | 0     | 0     | 0        | 1     | 3     | 3        | 8           | .250  | 170   | 40.1     | 38       | 2           | 11       | 3     | 1        | 40       | 2     | 0        | 23    | 22       | 4.91     | 1.21    |
| 2006     | TOR      | 27    | 0     | 0     | 0     | 0        | 1     | 1     | 0        | 2           | .500  | 127   | 28.2     | 38       | 5           | 9        | 2     | 0        | 14       | 2     | 1        | 19    | 19       | 5.97     | 1.64    |
| '06計    | TOR      | 65    | 0     | 0     | 0     | 0        | 2     | 4     | 3        | 10          | .333  | 297   | 69.0     | 76       | 7           | 20       | 5     | 1        | 54       | 4     | 1        | 42    | 41       | 5.35     | 1.39    |
| 2007     | TOR      | 64    | 0     | 0     | 0     | 0        | 4     | 4     | 30       | 2           | .500  | 275   | 67.1     | 51       | 4           | 24       | 2     | 2        | 57       | 0     | 1        | 19    | 16       | 2.14     | 1.11    |
| 2008     | TOR      | 16    | 0     | 0     | 0     | 0        | 0     | 3     | 4        | 2           | .000  | 56    | 12.1     | 15       | 1           | 4        | 2     | 1        | 5        | 1     | 0        | 10    | 9        | 6.57     | 1.54    |
| 2009     | TOR      | 26    | 0     | 0     | 0     | 0        | 0     | 0     | 1        | 4           | ----  | 107   | 24.2     | 23       | 2           | 17       | 1     | 2        | 18       | 0     | 0        | 8     | 7        | 2.55     | 1.62    |
| 2010     | TOR      | 5     | 0     | 0     | 0     | 0        | 0     | 1     | 0        | 0           | .000  | 34    | 6.2      | 12       | 0           | 3        | 0     | 1        | 3        | 2     | 0        | 6     | 6        | 8.10     | 2.25    |
| 2011     | BAL      | 31    | 0     | 0     | 0     | 0        | 3     | 3     | 0        | 2           | .500  | 167   | 37.2     | 43       | 5           | 18       | 4     | 1        | 23       | 0     | 0        | 24    | 24       | 5.73     | 1.62    |
| 2012     | CLE      | 26    | 0     | 0     | 0     | 0        | 0     | 0     | 0        | 0           | ----  | 152   | 35.1     | 38       | 3           | 16       | 1     | 0        | 28       | 2     | 0        | 19    | 18       | 4.58     | 1.53    |
| 2012     | OAK      | 1     | 0     | 0     | 0     | 0        | 0     | 0     | 0        | 0           | ----  | 10    | 2.0      | 4        | 0           | 0        | 0     | 0        | 1        | 0     | 0        | 2     | 2        | 9.00     | 2.00    |
| '12計    | OAK      | 27    | 0     | 0     | 0     | 0        | 0     | 0     | 0        | 0           | ----  | 162   | 37.1     | 42       | 3           | 16       | 1     | 0        | 29       | 2     | 0        | 21    | 20       | 4.82     | 1.55    |
| MLB：8年 | MLB：8年 | 262   | 0     | 0     | 0     | 0        | 10    | 20    | 38       | 24          | .333  | 1222  | 284.2    | 288      | 24          | 111      | 16    | 9        | 205      | 10    | 2        | 143   | 136      | 4.30     | 1.40    |

### 年度別守備成績
| 年 度 | 球 団 | 投手（P） | 投手（P） | 投手（P） | 投手（P） | 投手（P） | 投手（P） |
| 年 度 | 球 団 | 試 合     | 刺 殺     | 補 殺     | 失 策     | 併 殺     | 守 備 率  |
| ----- | ----- | --------- | --------- | --------- | --------- | --------- | --------- |
| 2005  | SF    | 28        | 1         | 4         | 0         | 1         | 1.000     |
| 2006  | SF    | 38        | 2         | 6         | 0         | 0         | 1.000     |
| 2006  | TOR   | 27        | 0         | 6         | 0         | 0         | 1.000     |
| '06計 | TOR   | 65        | 2         | 12        | 0         | 0         | 1.000     |
| 2007  | TOR   | 64        | 6         | 3         | 0         | 0         | 1.000     |
| 2008  | TOR   | 16        | 1         | 0         | 0         | 1         | 1.000     |
| 2009  | TOR   | 26        | 0         | 3         | 0         | 0         | 1.000     |
| 2010  | TOR   | 5         | 0         | 1         | 0         | 0         | 1.000     |
| 2011  | BAL   | 31        | 1         | 5         | 0         | 1         | 1.000     |
| 2012  | CLE   | 26        | 2         | 7         | 0         | 2         | 1.000     |
| 2012  | OAK   | 1         | 0         | 0         | 0         | 0         | ----      |
| '12計 | OAK   | 27        | 2         | 7         | 0         | 2         | 1.000     |
| MLB   | MLB   | 262       | 13        | 35        | 1         | 5         | .980      |

### 背番号
- 59（2005年 - 2006年途中、2020年途中 - 同年終了）
- 49（2006年途中 - 2010年、2021年）
- 37（2011年）
- 57（2012年 - 同年途中）
- 39（2012年途中 - 同年終了）
- 60（2019年）
- 50（2020年 - 同年途中）